# Брив-ла-Гайард-Нор-Уэст
Брив-ла-Гайа́рд-Нор-Уэст (фр. Brive-la-Gaillarde-Nord-Ouest) — кантон во Франции, находится в регионе Лимузен, департамент Коррез. Входит в состав округа Брив-ла-Гайард.
Код INSEE кантона — 1932. В кантон Брив-ла-Гайард-Нор-Уэст входит одна коммуна — Брив-ла-Гайард.

## Население
Население кантона на 2007 год составляло 11 392 человека.
| 1962 | 1968 | 1975 | 1982 | 1990 | 1999 | 2006   | 2007   |
| ---- | ---- | ---- | ---- | ---- | ---- | ------ | ------ |
| —    | —    | —    | —    | —    | —    | 11 174 | 11 392 |